# Jerycho (zespół muzyki dawnej)

## Historia
Zespół Muzyki Dawnej Jerycho jest polską grupą wokalną założoną w 2013 roku przez Bartosza Izbickiego.
Zespół wykonuje dawne śpiewy polskie i łacińskie z elementami improwizacji polifonicznej.
Grupa zadebiutowała w 2014 roku, od tamtej pory koncertowała w kraju i za granicą (Czechy, Węgry, Litwa, Austria).
Zespół koncertował i nagrywał z udziałem Marcela Pérèsa – legendy światowej w zakresie
teorii i wykonaniu chorału gregoriańskiego.

## Skład
Zespół tworzą: Bartosz Izbicki (lider zespołu), Wawrzyniec Dąbrowski, Mateusz Grzyb, Rafał Kanowski, Maciej Królikowski, Paweł Szczyciński, Łukasz Kalisz, Stanisław Szczyciński.

## Koncerty i nagrania
- 2014 rok – Festiwal Muzyki Dawnej „Pieśń Naszych Korzeni” w Jarosławiu – „Missa Polonica AD 1475”[2]
- 2015 rok – program „Laudario Polonico”.
- 2016 rok – uczestnictwo obchodów 1050 rocznicy Chrztu Polski w Pradze, gdzie grupa śpiewała podczas mszy świętej w bazylice św. Jerzego i dała koncert.
- 2016 rok – Barwy polskiego średniowiecza – Muzeum Narodowe w Warszawie
- 2016 rok – koncert „Chrzest Mieszka – księcia polskiego” – bazylika katedralna Wniebowzięcia Najświętszej Maryi Panny w Płocku.
- 2017 rok – nagranie programu „Chrzest Mieszka”, nad którym kierownictwo artystyczne objął Marcel Pérès.
- 2017 rok – Koncert Niepodległości – Muzeum Powstania Warszawskiego, Warszawa
- 2018 rok – ukazała się płyta „Surgit Leo fortis” z późnośredniowiecznym repertuarem wielkanocnym
- 2018 rok – The art of Medieval Polyphony – Banchetto Musicale Festival, Wilno[4]
- 2019 rok – JERYCHO w programie „Scena Klasyczna” – TVP Kultura

## Dyskografia
- 2015 –  „Laudario Polonico”
- 2018 –  „Surgit Leo Fortis”[3]
- 2018 –  „Bogarodzica”
- 2019 –  „Golgotha”
- 2019 –  „Jerycho & Marcel Pérès – 966”

## Repertuar
- Misterium Sancti Sigismundi Regis (2014) – oficjum o św. Zygmuncie
- Missa Polonica AD 1475 (2014) – cantus planus multiplex
- Historia Sancti Stanislai (2014) – oficjum o św. Stanisławie
- Elemosinarius (2015) – oficjum o św. Janie Jałmużniku
- Barwy polskiego średniowiecza (2015) – najpiękniejsze utwory z polskich rękopisów z użyciem portatywu, liry korbowej i gęśli
- Laudario Polonico (2015) – recepcja laudy franciszkańskiej w Polsce
- Christus surrexit (2016) – motety wielkanocne, prosta polifonia i pieśni tradycyjne
- Dziedzictwo Chrztu Polski (2016) – śpiewy z polskich rękopisów ku czci świętych Patronów Polski
- Mater dolorosa (2017) – pieśni pasyjne
- Offucium Parvum de BMV (2019) – Godzinki o Niepokalanym Poczęciu NMP uzupełnione o pieśni tradycyjne i hymny Diomedesa Cato z 1605 roku
- Beatitudines – staropolski przepis na szczęście (2020) – muzyka z XVI-wiecznych kancjonałów protestanckich
- Vesperae Resurrectionis 1600 (2020) – jezuicka muzyka w Polsce doby kontrreformacji